# Abdul Hamid al-Zahrawi

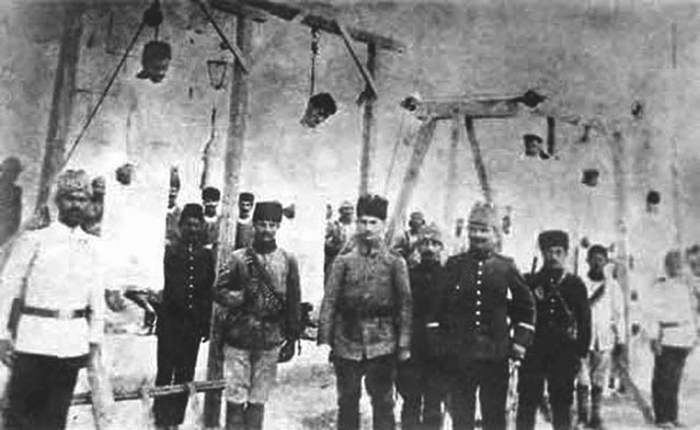
Las ejecuciones del 6 de mayo de 1916 en Damasco.

Abdul Hamid al-Zahrawi (en árabe: عبد الحميد الزهراوي‎; 1855 - 6 de mayo de 1916) fue un nacionalista árabe sirio y exmiembro de la Asamblea General del Imperio Otomano. Periodista del periódico árabe Al Qabas, apoyó al Comité de Unión y Progreso (CUP), un movimiento de Jóvenes Turcos que llevó a cabo un exitoso golpe de Estado en 1908. Zahrawi se postuló para la CUP en el parlamento, pero se volvió contra ellos cuando comenzaron a reemplazar a los funcionarios árabes con turcos y fue reemplazado en una elección amañada en 1912.
Zahrawi argumentó en contra de la entrada otomana en la Primera Guerra Mundial en 1914 y cuando esto no tuvo éxito, instó a los sirios a no apoyar el esfuerzo bélico. Se unió al movimiento de resistencia árabe Al-Fatat en 1915. Ese mismo año, el gobernador otomano de Siria, Cemal Bajá, planeó arrestar a Zahrawi y en 1916 Zahrawi fue juzgado por cargos de alta traición. A pesar de las súplicas de clemencia de los líderes otomanos Talat Bajá y Enver Bajá Zahrawi fue ejecutado junto con otros nacionalistas árabes en Damasco el 6 de mayo de 1916. La fecha se conmemora en Líbano y Siria como el Día de los Mártires.

## Biografía
Zahrawi nació en Homs en la provincia de Siria del Imperio otomano en 1855. Asistió a la Academia de Derecho Otomana en Estambul y luego escribió para periódicos árabes en Damasco, particularmente Al Qabas. Zahrawi apoyó al Comité de Unión y Progreso (CUP), un grupo del movimiento de los Jóvenes Turcos que llevó a cabo un exitoso golpe de Estado en 1908, introduciendo reformas democráticas y frenando el poder del sultán.

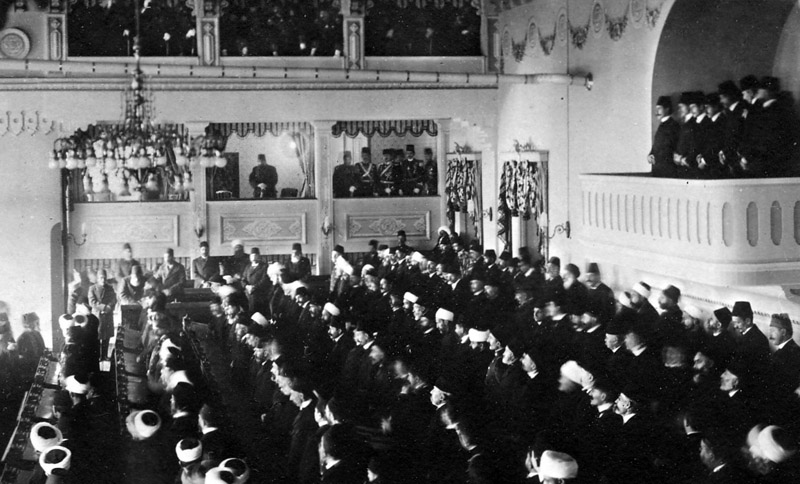
La Asamblea General, 1908.

Zahrawi fue elegido miembro de la recién restablecida  Asamblea General del Imperio Otomano en 1908, en representación de la CUP. La CUP comenzó a reemplazar a los funcionarios árabes por turcos y Zahrawi se volvió contra ellos. Con sus compañeros diputados Shafiq Mu'ayyad al-Azm y Shukri al-Asali lideró la oposición al CUP en el parlamento. El CUP convocó nuevas elecciones en 1912 que manipuló para sacar del parlamento a los tres diputados árabes.
En 1913, Zahrawi se unió a un grupo de activistas árabes para formar el primer congreso árabe en París, con la intención de unir a los árabes contra los otomanos. Presidió la conferencia y nombró a Jamil Mardam Bey, un estudiante sirio en Francia, como director de relaciones públicas. Alrededor de este tiempo, el general otomano Mahmut Nedim Hendek, un destacado miembro de los Jóvenes Turcos, advirtió a Zahrawi que no se agitara demasiado por la reforma. Hendek señaló la necesidad de reformar el gobierno de las provincias árabes, pero advirtió a Zahrawi que actuar demasiado rápido generaría resistencia por parte del gobierno otomano. Zahrawi afirmó que había esperado demasiado y había perdido la paciencia esperando la reforma.
Después de que comenzara la Primera Guerra Mundial en 1914, Zahrawi intentó sin éxito persuadir al sultán Mehmed V de que se mantuviera al margen del conflicto. Una vez que se unió a la guerra, abogó por que los súbditos sirios no se involucraran. En 1915, Zahrawi se unió al movimiento de resistencia árabe Al-Fatat.
El gobernador otomano de Siria, Cemal Bajá, escribió al líder otomano de facto Talat Bajá en mayo de 1915 y le señaló que tenía la intención de matar a Zahrawi. Le pidió a Talat que ordenara a Zahrawi viajar de Estambul a Siria para permitir que Cemal organizara su muerte, pero Talat temía que el asesinato desencadenara un levantamiento árabe. Finalmente, Talat cedió, Zahrawi fue enviado y arrestado por Cemal. Zahrawi fue juzgado por alta traición por un tribunal militar en Aley en el Líbano. Fue declarado culpable y condenado a muerte. Talat y Enver Bajá  le pidieron a Cemal que les concediera clemencia por la sentencia, pero él no cedió.
La sentencia de Zahrawi se llevó a cabo en un ahorcamiento público en la Plaza Marjeh, Damasco, el 6 de mayo de 1916. Estaba entre los siete hombres ahorcados en Damasco ese día, incluido Asali, y catorce en Beirut. Zahrawi luego se convirtió en una figura de culto para los árabes y una inspiración para los participantes de la rebelión árabe. En Líbano y Siria se conmemora el 6 de mayo como Día de los Mártires. Una escuela secundaria en Siria también recibió el nombre de Zahrawi.